# Diocesi di Agbia
La diocesi di Agbia (in latino Dioecesis Agbiensis) è una sede soppressa e sede titolare della Chiesa cattolica.

## Storia
Agbia, identificabile con Aïn-Hedia nell'odierna Tunisia, è un'antica sede episcopale della provincia romana dell'Africa Proconsolare, il cui primate era il vescovo di Cartagine. Incerto è il nome della città, chiamata dagli antichi scrittori Aga o anche Aggya. Morcelli distingue questa sede da quella di Anguia.
Tre sono i vescovi noti di questa sede. Quinto fu presente al concilio di Cartagine convocato il 1º settembre 256 da san Cipriano per discutere della questione relativa alla validità del battesimo amministrato dagli eretici, e figura al 65º posto nelle Sententiae episcoporum.
Alla conferenza di Cartagine del 411, che vide riuniti assieme i vescovi cattolici e donatisti dell'Africa, partecipò per parte cattolica, senza competitore donatista, il vescovo Pascasio. Un vescovo omonimo prese parte al concilio di Cartagine del 397: potrebbe trattarsi del vescovo di Agbia, oppure di quello di Tibiuca.
Un episcopus agensis di nome Forte firmò gli atti del concilio africano antimonotelita del 646. L'appartenenza di questo vescovo alla sede di Agbia reste fort problématique.
Dal 1916 Agbia è annoverata tra le sedi vescovili titolari della Chiesa cattolica; la sede è vacante dal 25 novembre 2020.

## Cronotassi

### Vescovi
- Quinto † (menzionato nel 256)
- Pascasio † (menzionato nel 411)
- Fortis ? † (menzionato nel 646 circa)

### Vescovi titolari
- Michał Godlewski † (21 ottobre 1916 - 14 gennaio 1949 nominato arcivescovo titolare di Amorio)
- Inácio João Dal Monte, O.F.M.Cap. † (15 marzo 1949 - 21 maggio 1952 nominato vescovo di Guaxupé)
- Alfonso Zaplana Bellizza † (14 luglio 1952 - 17 dicembre 1957 nominato vescovo di Tacna)
- Bartholomew Kim Kyon Pae † (26 gennaio 1957 - 30 aprile 1960 deceduto)
- Leo Lemay, S.M. † (14 giugno 1960 - 15 novembre 1966 nominato vescovo di Bougainville)
- António Valente da Fonseca † (10 gennaio 1967 - 27 gennaio 1971 dimesso)
- Jakob Mayr † (12 marzo 1971 - 20 settembre 2010 deceduto)
- Pedro Cunha Cruz (24 novembre 2010 - 20 maggio 2015 nominato vescovo coadiutore di Campanha)
- Uriah Adolphus Ashley Maclean † (25 giugno 2015 - 25 novembre 2020 deceduto)